# Viscount Mountjoy
Viscount Mountjoy ist ein erblicher britischer Adelstitel, der zweimal in der Peerage of Ireland und einmal in der Peerage of Great Britain verliehen wurde.

## Verleihungen
Erstmals wurde der Titel Viscount Mountjoy, in the County of Tyrone, am 19. März 1683 in der Peerage of Ireland für Sir William Stewart, 3. Baronet, geschaffen. Zusammen mit dem Viscounttitel wurde ihm der nachgeordnete Titel Baron Stewart of Ramalton verliehen. Er hatte bereits 1653 von seinem einen Monat vor seiner Geburt verstorbenen Vater Sir Alexander Stewart, 2. Baronet (⚔ 1653) den fortan nachgeordneten Titel Baronet, of Ramelton in the County of Donegal, geerbt, der am 2. Mai 1623 in der Baronetage of Ireland dessen Vater Sir William Stewart, 1. Baronet († 1647), verliehen worden war. Sein Enkel, der 3. Viscount, wurde am 7. Dezember 1745 in der Peerage of Ireland zum Earl of Blessington (auch Blesington), of Blessington in the County of Wicklow, erhoben. Da der Earl seine beiden kinderlosen Söhne überlebte, erloschen die drei Peerstitel bei dessen Tod am 14. August 1769, während die Baronetcy an seinen entfernten Verwandten Annesley Stewart (1725–1801) als 6. Baronet fiel.
In zweiter Verleihung wurde der Titel Viscount Mountjoy, of Mountjoy in the County of Tyrone, am 30. September 1795 in der Peerage of Ireland für Luke Gardiner, 1. Baron Mountjoy, geschaffen. Diesem war bereits am 19. September 1789 in der Peerage of Ireland der Titel Baron Mountjoy verliehen worden. Sein Sohn, der 2. Viscount, wurde zudem in der Peerage of Ireland am 22. Januar 1816 zum Earl of Blessington erhoben, hinterließ aber keine Söhne, so dass alle drei Titel bei seinem Tod am 25. Mai 1829 erloschen.
In dritter Verleihung wurde der Titel Viscount Mountjoy, of the Isle of Wight, am 21. März 1796 in der Peerage of Great Britain für John Stuart, 4. Earl of Bute, geschaffen, zusammen mit den übergeordneten Titeln Marquess of Bute und Earl of Windsor. Er hatte bereits 1792 von seinem Vater die am 14. April 1703 in der Peerage of Scotland seinem Urgroßvater verliehen Titel 4. Earl of Bute, 4. Viscount of Kingart und 4. Lord Mount Stuart, Cumra and Inchmarnock, und den am 28. März 1627 in der Baronetage of Nova Scotia für seinen Urururgroßvater geschaffenen Titel 6. Baronet, of Bute, geerbt. Am 20. Mai 1776 war er zudem in der Peerage of Great Britain zum Baron Cardiff erhoben worden und hatte 1794 den am 3. April 1761 in der Peerage of Great Britain seiner Mutter verliehenen Titel als 2. Baron Mount Stuart geerbt. Bevor ihn sein Enkel John Stuart 1814 als 2. Marquess beerbte, hatte dieser 1803 von seinem Großvater mütterlicherseits such die Titel 7. Earl of Dumfries, 7. Viscount of Air, 7. Lord Sanquhar und 13. Lord Crichton of Sanquhar geerbt und 1805 seinen Familiennamen zu „Crichton-Stuart“ ergänzt. Heutiger Titelinhaber ist seit 2021 dessen Ururururenkel, John Crichton-Stuart, 8. Marquess of Bute, 8. Viscount Mountjoy.

## Liste der Viscounts Mountjoy

### Viscounts Mountjoy, erste Verleihung (1683)
- William Stewart, 1. Viscount Mountjoy (1653–1692)
- William Stewart, 2. Viscount Mountjoy (1675–1728)
- William Stewart, 1. Earl of Blessington, 3. Viscount Mountjoy (1709–1769)

### Viscounts Mountjoy, zweite Verleihung (1795)
- Luke Gardiner, 1. Viscount Mountjoy (1745–1798)
- Charles Gardiner, 1. Earl of Blessington, 2. Viscount Mountjoy (1782–1829)

### Viscounts Mountjoy, dritte Verleihung (1796)
- John Stuart, 1. Marquess of Bute, 1. Viscount Mountjoy (1744–1814)
- John Crichton-Stuart, 2. Marquess of Bute, 2. Viscount Mountjoy (1793–1848)
- John Crichton-Stuart, 3. Marquess of Bute, 3. Viscount Mountjoy (1847–1900)
- John Crichton-Stuart, 4. Marquess of Bute, 4. Viscount Mountjoy (1881–1947)
- John Crichton-Stuart, 5. Marquess of Bute, 5. Viscount Mountjoy (1907–1956)
- John Crichton-Stuart, 6. Marquess of Bute, 6. Viscount Mountjoy (1933–1993)
- John Crichton-Stuart, 7. Marquess of Bute, 7. Viscount Mountjoy (1958–2021)
- John Crichton-Stuart, 8. Marquess of Bute, 8. Viscount Mountjoy (* 1989)

Titelerbe (Heir Presumptive) ist der Onkel des jetzigen Marquess, Lord Anthony Crichton-Stuart (* 1961).